# Spy Hunter II (jeu vidéo, 1987)
Pour les articles homonymes, voir Spy Hunter.
Spy Hunter II  est un jeu vidéo de combat motorisé développé et édité par Bally Midway, sorti en 1987 sur borne d'arcade.